# دانشگاه لا گرن کلمبیا
دانشگاه لا گرن کلمبیا یک دانشگاه خصوصی واقع در بوگوتا، دی سی، کلمبیا است. در 24 مه 1951 توسط خولیو سزار گارسیا والنسیا، مورخ کلمبیایی شناخته شده قرن بیستم تأسیس شد.

## دانشکده‌ها
- حسابداری
- معماری
- مدیریت کسب و کار
- مهندسی عمران
- مهندسی سیستم ها
- مهندسی صنایع کشاورزی
- اقتصاد
- علوم تربیتی
- قانون

## موسسات
- مرکز اخلاق
- مرکز نوآوری
- لیسیوم خولیو سزار گارسیا
- مرکز زبان

## پیوندهای بیرونی
- وب سایت رسمی دانشگاه لا گرن کلمبیا
- وب سایت رسمی دانشگاه لا گرن کلمبیا، ارمنستان

الگو:Universities in Colombia